# William R. Moses
William Remington Moses (nascido a 17 de novembro de 1959) é um ator norte-americano.

## Vida e profissão

### Infância
William "Billy" Moses nasceu em Los Angeles, no Estado da Califórnia. É filho da atriz Marian McCargo (1932–2004) e do executivo de publicidade Richard Cantrell Moses, Sr., tendo casado em 1951 e divorciado em 1963. Marian voltou a casar em 1970 com o deputado republicano Alphonzo E. Bell, Jr. (1914–2004). O deputado Bell adotou Billy e os seus irmãos, Rick e Harry. William frequentou por um período a Wesleyan University.

### Carreira
William é provavelmente mais conhecido por ter dado corpo a Cole Gioberti na série de televisão de horário nobre Falcon Crest, de 1981 a 1987. Depois de seis temporadas em Falcon Crest e alguns episódios a meio da sétima temporada, participou no filme de 1988 Mystic Pizza, com Julia Roberts. A seguir participa com Raymond Burr em Perry Mason television films de 1989 a 1995, protagonizando o advogado que trabalha para com a personagem principal, Mason, como investigador particular (apesar de na sua primeira atuação como Ken Malansky, William faz de um estudante de direito que é protegido por Mason de uma acusação de assassinato). Billy regressa às soap operas em 1992–93 quando faz o papel recorrente de Keith Gray em Melrose Place. Tem participações em duas curtas-metragens de Adventures of Mary-Kate and Ashley chamadas The Case of the Mystery Cruise e The Case of the Sea World Adventure, ambos em 1995. Em 1997, faz de David Graysmark na série de curta duração Fame L.A. Apareceu também em vários telefilmes, como Alone With a Stranger (2000) e Christmas Child (2004). Aparece como Jack Davis desde 2005 em nove dos filmes de Jane Doe no Hallmark Channel.
Recentemente, apareceu também em vários filmes do canal Lifetime, como A Lover's Revenge (com a sua antiga colega de Perry Mason, Alexandra Paul) e The Perfect Marriage (com Jamie Luner e James Wilder).
Ao longo da sua carreira, Moses teve várias participações especiais nas mais diversas séries de televisão, de entre elas Fantasy Island, O Barco do Amor, Hotel, Murder, She Wrote, Ally McBeal, JAG, NCIS, 7th Heaven, Touched by an Angel, Cold Case, CSI: Miami, Without a Trace, Ghost Whisperer, Castle, The Mentalist e Bones. Também fez de pai de Madison em A Vida Secreta de uma Adolescente Americana.

### Vida pessoal
A 25 de julho de 1987, Billy casou com a atriz Tracy Nelson, filha do cantor de rock Ricky Nelson e de Kristin Harmon Nelson. Divorciaram-se em 1997. O casal tem uma filha, Remington Elizabeth Moses que nasceu a 11 de agosto de 1992. Casou novamente e, com a sua esposa Sarah, têm uma filha, chamada Grace.